# Polnische Meisterschaften im Skilanglauf 2005
Die Polnischen Meisterschaften im Skilanglauf 2005 fanden vom 2. bis zum 6. Februar 2005 in Wisła statt. Ausgetragen wurden bei den Männern die Distanzen 10 km und 30 km und bei den Frauen 5 km und 15 km. Zudem wurden Sprint und Staffelrennen absolviert. Bei den Männern gewann Janusz Krężelok im Sprint und über 30 km, sowie mit der Staffel von KS AZS-AWF Katowice. Zudem siegte Maciej Kreczmer im 10-km-Lauf. Bei den Frauen holte Justyna Kowalczyk die Meistertitel im Sprint und über 5 km, sowie mit der Staffel von KS AZS-AWF Katowice. Den 15-km-Lauf gewann Kornelia Marek.

## Ergebnisse Herren

### Sprint klassisch
| Platz | Name              | Verein                 |
| ----- | ----------------- | ---------------------- |
| 1     | Janusz Krężelok   | KS AZS-AWF Katowice    |
| 2     | Maciej Kreczmer   | KS AZS-AWF Katowice    |
| 3     | Piotr Kocoń       | KS AZS-AWF Katowice    |
| 4     | Paweł Fundanicz   | KS AZS-AWF Katowice    |
| 5     | Mariusz Zawoda    | KS AZS-AWF Katowice    |
| 6     | Kamil Fundanicz   | MKS Halicz Ustrzyki    |
| 7     | Mateusz Nuciak    | LKS Poroniec Poronin   |
| 8     | Sławomir Dziedzic | NKS Trójwieś Beskidzka |

Datum: 2. Februar

Es waren 38 Läufer am Start.

### 10 km klassisch
| Platz | Name                | Verein                  | Zeit (min) |
| ----- | ------------------- | ----------------------- | ---------- |
| 1     | Maciej Kreczmer     | KS AZS-AWF Katowice     | 29:15,3    |
| 2     | Janusz Krężelok     | KS AZS-AWF Katowice     | 29:44,2    |
| 3     | Andrzej Michałek    | KS AZS-AWF Katowice     | 31:07,9    |
| 4     | Kamil Fundanicz     | MKS Halicz Ustrzyki     | 31:30,3    |
| 5     | Piotr Kocoń         | KS AZS-AWF Katowice     | 31:46,7    |
| 6     | Piotr Śliwka        | KS AZS-AWF Katowice     | 31:52,0    |
| 7     | Paweł Fundanicz     | KS AZS-AWF Katowice     | 31:55,6    |
| 8     | Arkadiusz Małyjurek | NKS Trójwieś Beskidzka  | 32:02,8    |
| 9     | Mariusz Zowada      | KS AZS-AWF Katowice     | 32:10,2    |
| 10    | Wojciech Biskup     | AZS AWF Kraków-Zakopane | 32:25,7    |

Datum: 4. Februar

Es waren 36 Läufer am Start.

### 30 km Freistil
| Platz | Name                | Verein                    | Zeit (std) |
| ----- | ------------------- | ------------------------- | ---------- |
| 1     | Janusz Krężelok     | KS AZS-AWF Katowice       | 1:25:28,5  |
| 2     | Kamil Fundanicz     | MKS Halicz Ustrzyki       | 1:26:43,9  |
| 3     | Arkadiusz Małyjurek | NKS Trójwieś Beskidzka    | 1:28:04,0  |
| 4     | Grzegorz Bril       | MUKS Podkarpacie Jedlicze | 1:28:18,2  |
| 5     | Rafał Węgrzyn       | MKS Halicz Ustrzyki Dolne | 1:28:46,5  |
| 6     | Mariusz Hluchnik    | UMKS Marklowice           | 1:29:57,1  |
| 7     | Andrzej Michałek    | KS AZS-AWF Katowice       | 1:30:37,6  |
| 8     | Bogusław Gracz      | LKS Poroniec Poronin      | 1:31:07,1  |
| 9     | Wiktor Kubiński     | LKS Poroniec Poronin      | 1:31:09,4  |
| 10    | Mateusz Nuciak      | LKS Poroniec Poronin      | 1:31:51,6  |

Datum: 6. Februar

Es waren 28 Läufer am Start.

### 4 × 10 km Staffel
| Platz | Team                                                                                             | Zeit (std) |
| ----- | ------------------------------------------------------------------------------------------------ | ---------- |
| 1     | KS AZS-AWF KatowiceAndrzej Michałek Piotr Śliwka Paweł Fundanicz Janusz Krężelok                 | 2:02:51,5  |
| 2     | NKS Trójwieś BeskidzkaMariusz Michałek Sławomir Dziedzic Sławomir Jałowiczor Arkadiusz Małyjurek | 2:03:36,3  |
| 3     | MKS Halicz Ustrzyki DolnePiotr Tkacz Daniel Sas Kamil Fundanicz Rafał Węgrzyn                    | 2:04:04,6  |

Datum: 5. Februar

Es waren 8 Teams am Start.

## Ergebnisse Frauen

### Sprint klassisch
| Platz | Name                 | Verein                 |
| ----- | -------------------- | ---------------------- |
| 1     | Justyna Kowalczyk    | KS AZS-AWF Katowice    |
| 2     | Agnieszka Szymańczak | KS AZS-AWF Katowice    |
| 3     | Kornelia Marek       | KS AZS-AWF Katowice    |
| 4     | Weronika Przyczynek  | KS AZS-AWF Katowice    |
| 5     | Małgorzata Jamróz    | LKS Wisniowa           |
| 6     | Monika Napora        | LKS Witów Mszana Górna |
| 7     | Alicja Mrowca        | KS Maraton Mszana      |
| 8     | Urszula Zapotoczna   | LKS Poroniec Poronin   |

Datum: 2. Februar

Es waren 22 Läuferinnen am Start.

### 5 km klassisch
| Platz | Name                 | Verein               | Zeit (min) |
| ----- | -------------------- | -------------------- | ---------- |
| 1     | Justyna Kowalczyk    | KS AZS-AWF Katowice  | 15:25,8    |
| 2     | Sylwia Jaśkowiec     | LKS Wisniowa         | 17:38,6    |
| 3     | Agnieszka Szymańczak | KS AZS-AWF Katowice  | 18:01,9    |
| 4     | Kornelia Marek       | KS AZS-AWF Katowice  | 18:09,3    |
| 5     | Urszula Zapotoczna   | LKS Poroniec Poronin | 18:29,8    |
| 6     | Kinga Bieszczad      | LKS Klimczok Bystra  | 18:31,1    |
| 7     | Anna Staręga         | UKS Rawa Siedlce     | 18:32,3    |
| 8     | Marcela Marcisz      | KS AZS-AWF Katowice  | 18:32,5    |
| 9     | Weronika Przyczynek  | KS AZS-AWF Katowice  | 18:34,3    |
| 10    | Aleksandra Prekurat  | UKS Rawa Siedlce     | 18:38,0    |

Datum: 4. Februar

Es waren 34 Läuferinnen am Start.

### 15 km Freistil
| Platz | Name                    | Verein                    | Zeit (min) |
| ----- | ----------------------- | ------------------------- | ---------- |
| 1     | Kornelia Marek          | KS AZS-AWF Katowice       | 48:45,5    |
| 2     | Weronika Przyczynek     | KS AZS-AWF Katowice       | 48:53,3    |
| 3     | Urszula Zapotoczna      | LKS Poroniec Poronin      | 50:25,0    |
| 4     | Agnieszka Szymańczak    | KS AZS-AWF Katowice       | 51:55,8    |
| 5     | Monika Napora           | LKS Witów Mszana          | 53:01,7    |
| 6     | Weronika Kubalok        | NKS Trójwieś Beskidzka    | 53:31,4    |
| 7     | Małgorzata Kleszczyńska | MULKS Tomaszów Lubelski   | 57:38,2    |
| 8     | Magdalena Handermander  | MKS Halicz Ustrzyki Dolne | 58:12,7    |
| 9     | Małgorzata Sroka        | LKS Witów Mszana          | 58:29,4    |
| 10    | Karolina Krężelok       | NKS Trójwieś Beskidzka    | 58:31,9    |

Datum: 6. Februar

Es waren 14 Läuferinnen am Start.

### 4 × 5 km Staffel
| Platz | Team                                                                                         | Zeit (std) |
| ----- | -------------------------------------------------------------------------------------------- | ---------- |
| 1     | KS AZS-AWF KatowiceJustyna Kowalczyk Agnieszka Szymańczak Weronika Przyczynek Kornelia Marek | 1:08:03,2  |
| 2     | UKS Rawa SiedlceAleksandra Prekurat Natalia Grzebisz Patrycja Szwed Anna Staręga             | 1:16:15,1  |
| 3     | MKS Halicz Ustrzyki DolneUrszula Cioć Izabela Patryka Marcela Marcisz Magdalena Handermander | 1:20:09,9  |

Datum: 5. Februar

Es waren 5 Teams am Start.